# لهجة دزفولية
اللهجة الدزفولية هي إحدى لهجات اللغة الفارسية وتنتشر في مدينتي تستر ودزفول في محافظة خوزستان في إيران.

## أنظر
لغات إيران